# Archaeoistiodactylus
Archaeoistiodactylus is een geslacht van uitgestorven pterosauriërs, behorend tot de groep van de Pterodactyloidea, dat tijdens het Jura leefde in het gebied van het huidige China. De enige benoemde soort is Archaeoistiodactylus linglongtaensis.

## Vondst en naamgeving
De soort is in 2011 benoemd en beschreven door Lü Junchang en Fucha Xiaohui. De geslachtsnaam is afgeleid van het Klassiek Griekse archaios, 'oeroud' en de naam van het geslacht Istiodactylus, een verwijzing naar het feit dat Archaeoistiodactylus vermoed wordt van die laatste een voorloper te zijn. De soortaanduiding verwijst naar de vindplaats Linglongta.
Het fossiel, holotype JPM04-0008, is gevonden in een laag van de Tiaojishanformatie die dateert uit het Midden-Jura, Bathonien-Callovien, ongeveer 165 miljoen jaar oud. Het bestaat uit een gedeeltelijk skelet met een gedeeltelijke schedel en onderkaken en verder delen van de vleugels, beide achterpoten, het bekken en ribben. Het skelet ligt maar gedeeltelijk in verband. De staart, voeten en halswervels zijn niet bewaard gebleven, wat de determinering bemoeilijkt.
In 2013 stelde David Martill dat het een slecht bewaard exemplaar van Darwinopterus betrof.

## Beschrijving
Archaeoistiodactylus is een vrij kleine soort met een vleugelspanwijdte van zo'n tachtig centimeter.
De beschrijvers hebben van Archaeoistiodactylus enkele onderscheidende kenmerken vastgesteld. De voorste tanden in de bovenkaak steken naar achteren. De tanden in de onderkaak hebben ronde tandkassen. De middenhandsbeenderen zijn relatief kort. Het tweede en derde kootje van de vleugelvinger en het scheenbeen zijn alle ongeveer even lang. De kaakpunt is spits.
Corwin Sullivan stelde in 2014 dat het bezit van een tand op de middenlijn van de voorste snuit een kenmerk is dat Archaeoistiodactylus van Darwinopterus onderscheidt.
In de onderkaak zijn voorin drie ronde tanden bewaard die naar voren krommen; van de achterliggende tanden zijn alleen de tandkassen over. Die staan vrij ver uiteen. In een bovenkaakfragment is nog één tand aanwezig. Die is naar achteren gekromd en afgeplat. Bij geen enkele andere pterosauriërsoort is een dergelijk groot verschil in tandvorm en -oriëntatie aanwezig. De achterpoten zijn vrij lang met een dijbeenlengte van 44 millimeter en een lengte van het scheenbeen van 62 millimeter. In de vleugel is het opperarmbeen 47 millimeter lang, de ellepijp zeven centimeter en het vierde middenhandsbeen 28 millimeter. De kootjes van de vleugelvinger hebben een lengte van ~35, 63, 63 en 51 millimeter. De spitse onderkaken hebben een lange symfyse, aangroeiingvlak aan de voorkant.

## Fylogenie
De beschrijvers hebben Archaeoistiodactylus basaal in de Istiodactylidae geplaatst, voornamelijk op grond van de tand in de bovenkaak. Het is van die groep dan het oudste bekende lid en überhaupt een van de oudste bekende Pterodactyloidea, waartoe de soort gezien de symfyse van de spitse kaken lijkt te behoren. Plesiomorfe eigenschappen, die oorspronkelijk zijn voor ruimere groepen pterosauriërs en die Archaeoistiodactylus nog niet verloren had, zijn in dat geval de korte middenhandsbeenderen, de ronde tanden in de onderkaak en de spitse kaakpunt. Latere istiodactyliden hadden een afgeronde snuitpunt, ook in de onderkaak afgeplatte tanden en een lange middenhand. De plaatsing veronderstelt zeer lange verborgen ontwikkelingslijnen.
Sullivan stelde in 2014 dat het waarschijnlijk om een basaal lid van de Monofenestrata gaat.